# Municipio de La Clede
El municipio de La Clede (en inglés: La Clede Township) es un municipio ubicado en el condado de Fayette en el estado estadounidense de Illinois. En el año 2010 tenía una población de 909 habitantes y una densidad poblacional de 9,53 personas por km².

## Geografía
El municipio de La Clede se encuentra ubicado en las coordenadas 38°52′3″N 88°45′20″O / 38.86750, -88.75556. Según la Oficina del Censo de los Estados Unidos, el municipio tiene una superficie total de 95.42 km², de la cual 95,31 km² corresponden a tierra firme y (0,11 %) 0,11 km² es agua.

## Demografía
Según el censo de 2010, había 909 personas residiendo en el municipio de La Clede. La densidad de población era de 9,53 hab./km². De los 909 habitantes, el municipio de La Clede estaba compuesto por el 99,56 % blancos y el 0,44 % eran de una mezcla de razas. Del total de la población el 0,11 % eran hispanos o latinos de cualquier raza.